# Cervandonite-(Ce)
La cervandonite-(Ce) è un sorosilicato trovato in Italia ai piedi del monte Cervandone a cui deve il nome. Si trova esclusivamente nel preparco dell'alpe Devero.